# Luchthaven Skellefteå
De luchthaven van Skellefteå is een internationale luchthaven in het noorden van Zweden. Het vliegveld ligt op 17 kilometer ten zuidoosten van de stad Skellefteå en behoort tot de top tien grootste nationale luchthavens van Zweden. Vanuit de luchthaven kan ook gevlogen worden naar o.a. Rhodos, Split en Rotterdam. De luchthaven ligt op 48 meter boven het zeeniveau en dient het oostelijke deel van de provincie Vasterbottens lan. 
In 2015 maakten 300.278 reizigers gebruik van de luchthaven.

## Landingsbanen en taxibanen
De luchthaven heeft één landingsbaan met registratie 10/28. Deze is 2.100 meter lang en ligt in oost-westelijke richting. Het vliegveld bevat geen taxibaan, op de baan die naar het platform leidt na. Het vliegveld bevat 3 plaatsen voor de burgerluchtvaart. Aan de andere kant van het platform staan kleinere toestellen.

## Voorzieningen
Het vliegveld heeft een parkeerplaats en in het vliegveld bevindt zich het autoverhuurbedrijf van Avis. In het gebouw bevindt zich ook een café.

## Bestemmingen en luchtvaartmaatschappijen
| Luchtvaartmaatschappij | Bestemmingen                               |
| ---------------------- | ------------------------------------------ |
| Aegean Airlines        | Seizoensgebonden: Rhodos                   |
| Croatia Airlines       | Seizoensgebonden: Split                    |
| Jet Time               | Seizoensgebonden: Gran Canaria             |
| Norwegian.com          | Stockholm-Arlanda                          |
| Scandinavian Airlines  | Stockholm-Arlanda Seizoensgebonden: Málaga |
| Transavia              | Charter: Rotterdam, Rovaniemi              |